# محاولة انقلاب 1995 في باكستان

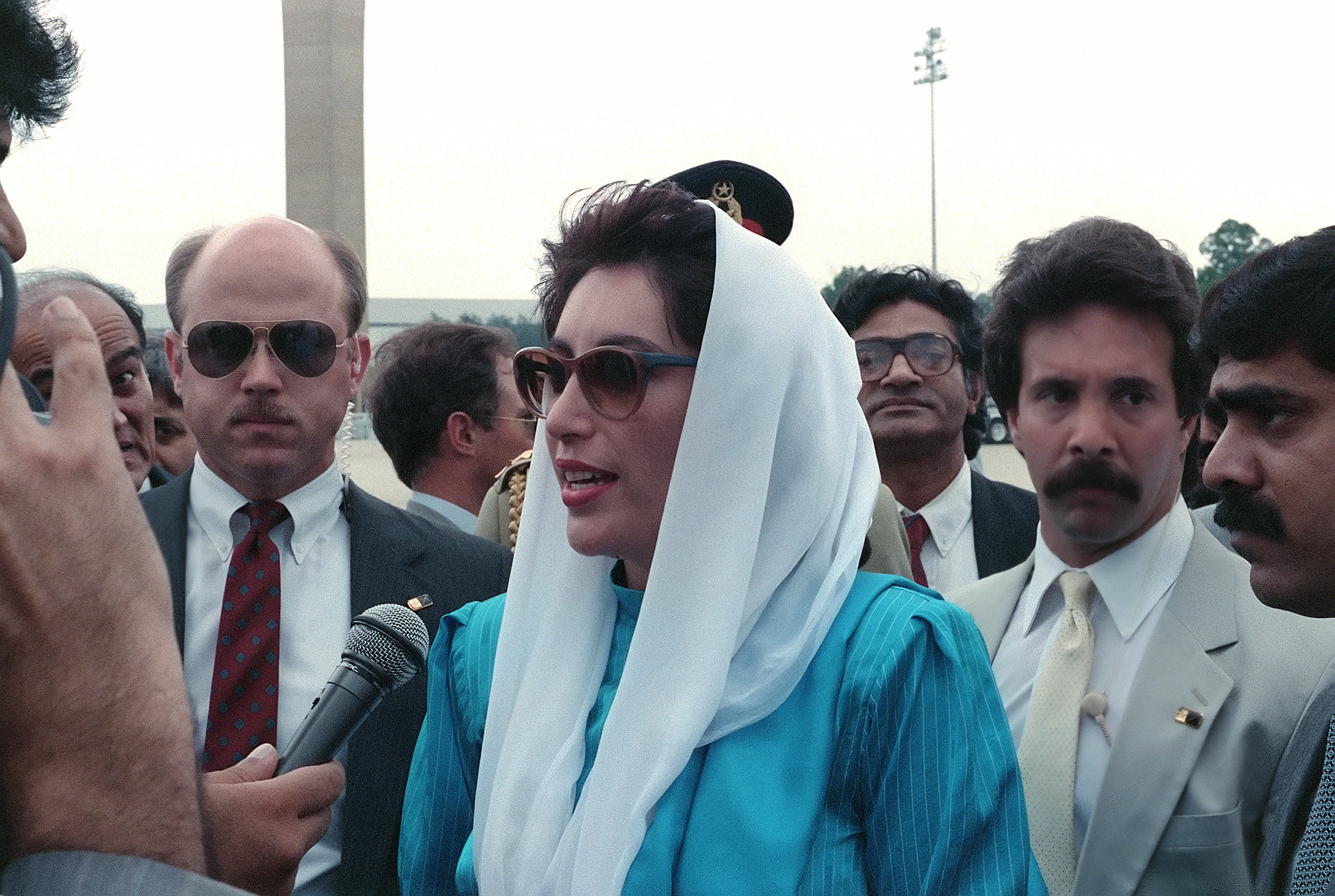
بينظير بوتو، رئيسة وزراء باكستان، تتحدث إلى الصحافة لدى وصولها في زيارة دولة إلى قاعدة أندروز الجوية

محاولة الانقلاب الباكستانية 1995 كانت عبارة عن مؤامرة سرية دبرها ضباط عسكريون منشقون وضد حكومة بينظير بوتو، رئيسة وزراء باكستان. كان المخططون يهدفون إلى قلب نظام الحكم الدستوري وإقامة حكم عسكري في باكستان. تم إحباط المؤامرة بعد أن أبلغت وكالات المخابرات الجيش الباكستاني. على الرغم من فشلها، فإن محاولة الانقلاب أضعفت حكومة بوتو إلى حد كبير في أعقاب ذلك.

## وصلات خارجية
- Kashmir Telegraph نسخة محفوظة 1 سبتمبر 2020 على موقع واي باك مشين.
- Defence Journal على موقع واي باك مشين (نسخة محفوظة 2006-09-07)